# Loco (chef amérindien)
Pour les articles homonymes, voir Loco.
Loco est un chef apache chiricahua né en 1823 et mort le 2 février 1905 qui, contrairement à Victorio et Geronimo, a prôné la paix avec les Blancs lors des soulèvements apaches de la fin du XIXe siècle. Cependant, comme Geronimo, Loco a été déporté en 1886 à Fort Marion en Floride puis à Fort Sill en Oklahoma où il est mort en 1905.